# Dornod
Dornod (Дорнод, em mongol) é uma província da Mongólia. Sua capital é Choybalsan.